# Gestratz
Gestratz er en kommune i Landkreis Lindau, i regierungsbezirk Schwaben, i den tyske delstat Bayern. Den er en del af Verwaltungsgemeinschaft Argental.

## Geografi
Gestratz ligger i Region Allgäu.
I kommunen ligger ud over Gestratz, en del mindre bebyggelser:Altensberg, Altringenberg, Brugg, Dinnensberg, Dorenwaid, Eggen, Ehrlach, Hochglend, Horben, Hubers, Isnerberg, Kenners, Kössentöbele, Lanzenberg, Leiden, Lengersau, Malleichen, Metzlers, Rauen, Rothentöbele, Rutzen, Schnattern, Schweineburg, Tannen, Thalendorf, Unterschmitten og Zwirkenberg.

## Historie
Gestratz hørte tidligere til Østrig, og var en del af det østrigske herskab Bregenz-Hohenegg. Efter Freden i Pressburg (1805) blev kommunen en del af Bayern.
Den nuværende kommune blev dannet i 1818.